# Neckera jurassica
Neckera jurassica là một loài rêu trong họ Neckeraceae. Loài này được J.J. Amann ex Limpr. mô tả khoa học đầu tiên năm 1894.